# Агорнталь
Агорнталь (нім. Ahorntal) — громада в Німеччині, розташована в землі Баварія. Підпорядковується адміністративному округу Верхня Франконія. Входить до складу району Байройт.
Площа — 41,70 км2. Населення становить 2189 ос. (станом на 31 грудня 2020).